# Négrondes
 Négrondes  (en occitano Negrondes) es una población y comuna francesa, situada en la región de Aquitania, departamento de Dordoña, en el distrito de Périgueux y cantón de Savignac-les-Églises.

## Demografía
| 635 | 603 | 565 | 578 | 664 | 659 | 792 |
| Para los censos de 1962 a 1999 la población legal corresponde a la población sin duplicidades (Fuente: INSEE [Consultar]) |     |     |     |     |     |     |